# Caminant junts (pel·lícula)
Caminant junts o Camí a la llibertat (títol original en alemany, Der Pfad, lit. ‘El camí’) és un llargmetratge germanoespanyol de Tobias Wiemann, que es va estrenar als cinemes alemanys el 17 de febrer de 2022. S'ha doblat i subtitulat al català.
El rodatge va acabar el 5 de novembre de 2020 al Rin del Nord-Westfàlia. L'estrena va ser distribuïda per Warner Bros. Pictures Germany.

## Sinopsi
En Rolf Kirsch té dotze anys i és extremadament alegre tenint en compte els esdeveniments mundials d'aquell moment: som l'any 1940 i la Segona Guerra Mundial està en ple apogeu. Pots desconnectar del que passa gràcies a la seva novel·la preferida Der 35. Mai oder Konrad reitet in die Südsee d'Erich Kästner i el seu fidel terrier Adi. Però la fugida també és molt real: amb el seu pare Ludwig -un periodista crític que està a la llista negra nazi- escapen cap a París i Marsella fins a arribar als Pirineus. La travessa és l'última via per arribar als EUA, on la mare ja els està esperant. Tots tres marxen de Banyuls de la Marenda amb la Núria, la filla de dotze anys d'una parella de contrabandistes.